# Die Zaubergeige (Oper)
Die Zaubergeige ist eine heitere Oper in drei Akten (sechs Bildern) von Werner Egk. Das Libretto verfassten der Komponist selbst und Ludwig Andersen (Pseudonym von Ludwig Strecker dem Jüngeren). Es basiert auf einem Marionettenspiel von Franz Graf von Pocci. Uraufführung war am 22. Mai 1935 in Frankfurt am Main.

## Handlung

### Erster Akt
Bild: Bauernstube

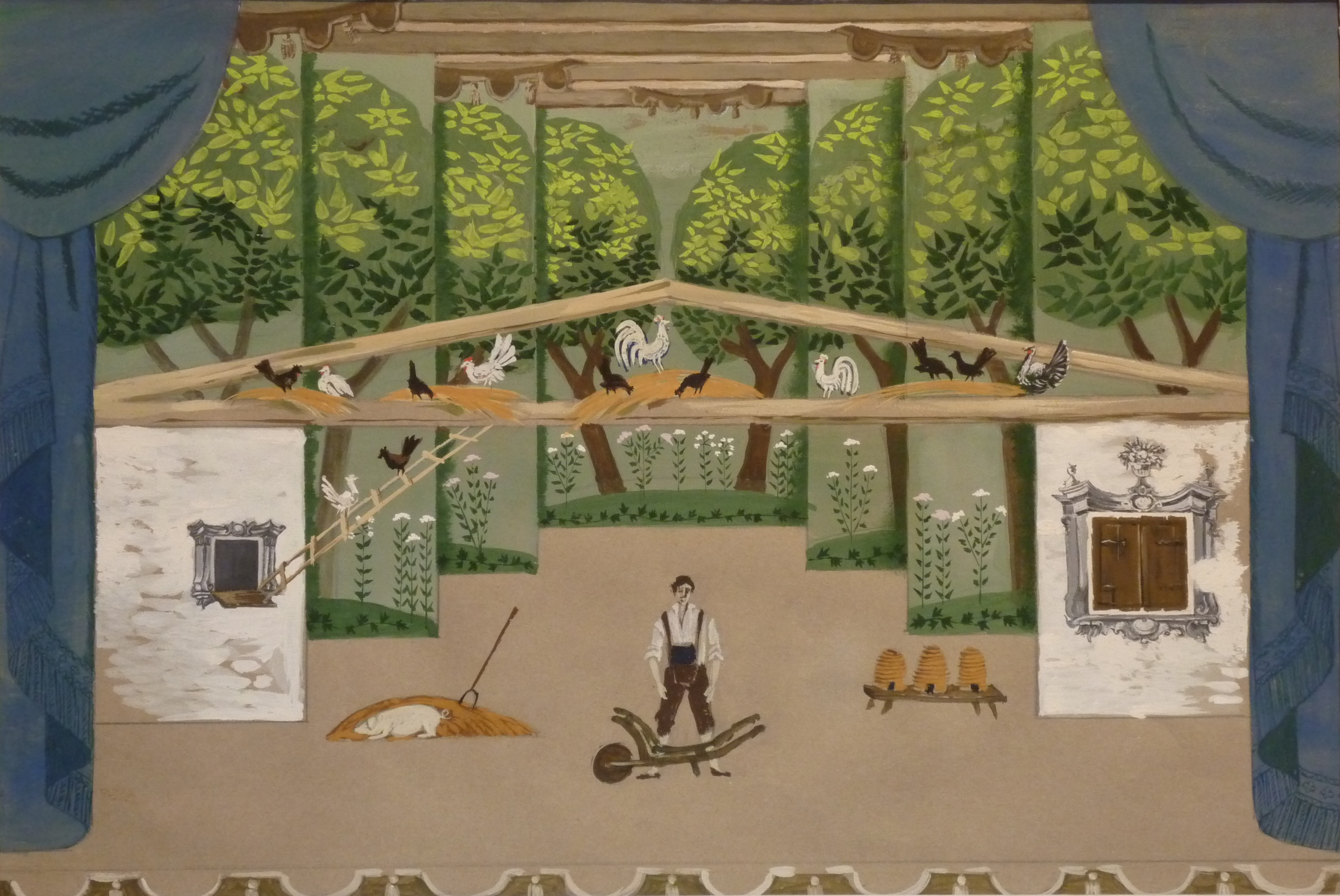
Bühnenbildentwurf von Helmut Jürgens für „Die Zaubergeige“ von W. Egk, 1. Akt, Aufführung München 1954

Kaspar ist Knecht auf einem Bauernhof. Er arbeitet mehr schlecht als recht und träumt ständig von einem besseren Leben. Eines Tages hat er genug und kündigt. Als er vom Bauern seinen letzten Lohn erbittet, macht ihm dieser die Rechnung auf, dass er von ihm noch drei Taler für zerstörtes Arbeitsgerät zu bekommen habe. Diese Schuld müsse er noch abarbeiten; dann könne er gehen.
Die Magd Gretl ist in Kaspar verliebt. Eigentlich wollte sie mit ihm gehen, aber nun tut er ihr leid. Sie erklärt sich bereit, auf dem Hof zu bleiben, seine Schuld abzuarbeiten und ihm später zu folgen. Zum Abschied schenkt sie ihm drei Kreuzer, damit er sich unterwegs etwas leisten könne.
Verwandlung – Bild: Wald, Kreuzweg und Wegweiser
Kaspar wandert durch den Wald. Er begegnet einem Bettler, der ihn um ein Almosen bittet. Obwohl Kaspar selbst hungrig ist, schenkt er dem Fremden die drei Kreuzer, die er von Gretl erhalten hat. Nun gibt sich der Bettler als Cuperus, der Herrscher der Elementargeister, zu erkennen. Weil Kaspar ein gutes Herz gezeigt habe, dürfe er sich jetzt von ihm etwas wünschen. Kaspar erbittet sich eine Zaubergeige, durch deren Spiel ihm jede Begehr erfüllt werde. Kaum hat er seinen Wunsch geäußert, ist er im Besitz der Zaubergeige. Cuperus weist ihn aber noch darauf hin, dass die Geige nur so lange Zauberkraft entfalte, solange er der Liebe entsage. Gleich danach entschwindet der Herrscher der Elementargeister.
Die nächste Person, mit der Kaspar Bekanntschaft macht, ist der Wucherer Guldensack. An ihm will Kaspar sein Musikinstrument ausprobieren. Er beginnt darauf zu spielen und wünscht sich, dass der Reiche tanzen soll. Und tatsächlich: Guldensack tanzt und tanzt, bis er erschöpft zu Boden sinkt.
Die Landstreicher Fangauf und Schnapper haben von einem Versteck aus dem Spiele zugeschaut. Als Kaspar verschwunden ist, kommen sie hervor, rauben den bewusstlosen Guldensack aus und machen sich schleunigst aus dem Staub. Allmählich erwachen in dem Wucherer wieder die Lebensgeister. Weil er sich nur an den Teufelsgeiger erinnern kann, glaubt er, Kaspar habe ihn beraubt, und schwört ihm blutige Rache.

### Zweiter Akt
Bild: Speisesaal im Schloss

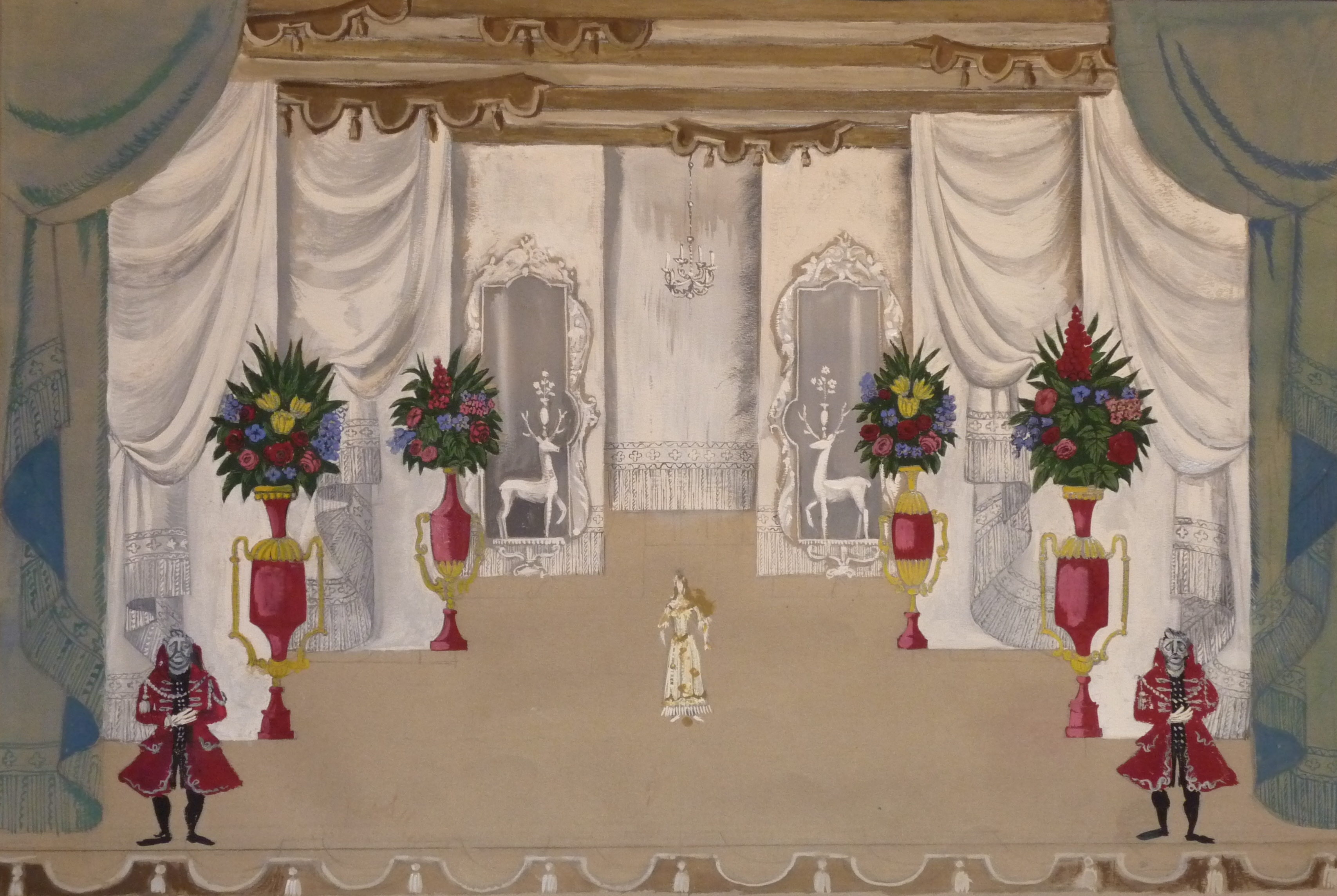
Bühnenbildentwurf von Helmut Jürgens für „Die Zaubergeige“ von W. Egk, 2. Akt, Aufführung München 1954

Eigentlich hatte Schlossherrin Ninabella für ihre heutige Abendgesellschaft die Aufführung eines kleinen Theaterstücks eingeplant, aber nun sind die Schauspieler krank geworden und haben abgesagt. Ninabella ist jedoch zu Ohren gekommen, dass sich in der Stadt zurzeit ein berühmter Geiger namens Spagatini aufhalten soll. Sie beauftragt ihren Haushofmeister, der kein anderer ist als Guldensack, diesen zu engagieren.
Verwandlung – Bild: Zimmer in einem vornehmen Gasthof
Spagatini ist ein Pseudonym, das sich Kaspar zugelegt hat. Unter diesem Namen ist er als Teufelsgeiger berühmt geworden und hat bereits so viel verdient, dass er in den besten Häusern logieren kann. Guldensack schaut ihn etwas genauer an und erkennt die Gesichtszüge des vermeintlichen Räubers wieder. Kurz danach betritt auch Gretl den Gasthof. Sie hat inzwischen eine Stelle als Kammermädchen in Ninabellas Schloss gefunden und ist von ihrer Herrin beauftragt worden, dem Geiger Spagatini einen Brief zu überbringen. Als sie diesem gegenübertritt, wird ihr sofort bewusst, dass es ihr geliebter Kaspar ist. Sie erwartet, dass er sie in die Arme nimmt, wird aber bitter enttäuscht, als sich Kaspar kalt von ihr abwendet. Weil er ihr den Grund nicht nennen darf, ertränkt er seine Sorgen im Alkohol. Er ist schon stark angeheitert, als ihn der Bürgermeister besucht. Trotzdem überreicht ihm dieser für seine edle Spielkunst eine goldene Ehrenkette.

### Dritter Akt
Bild: Schlosspark

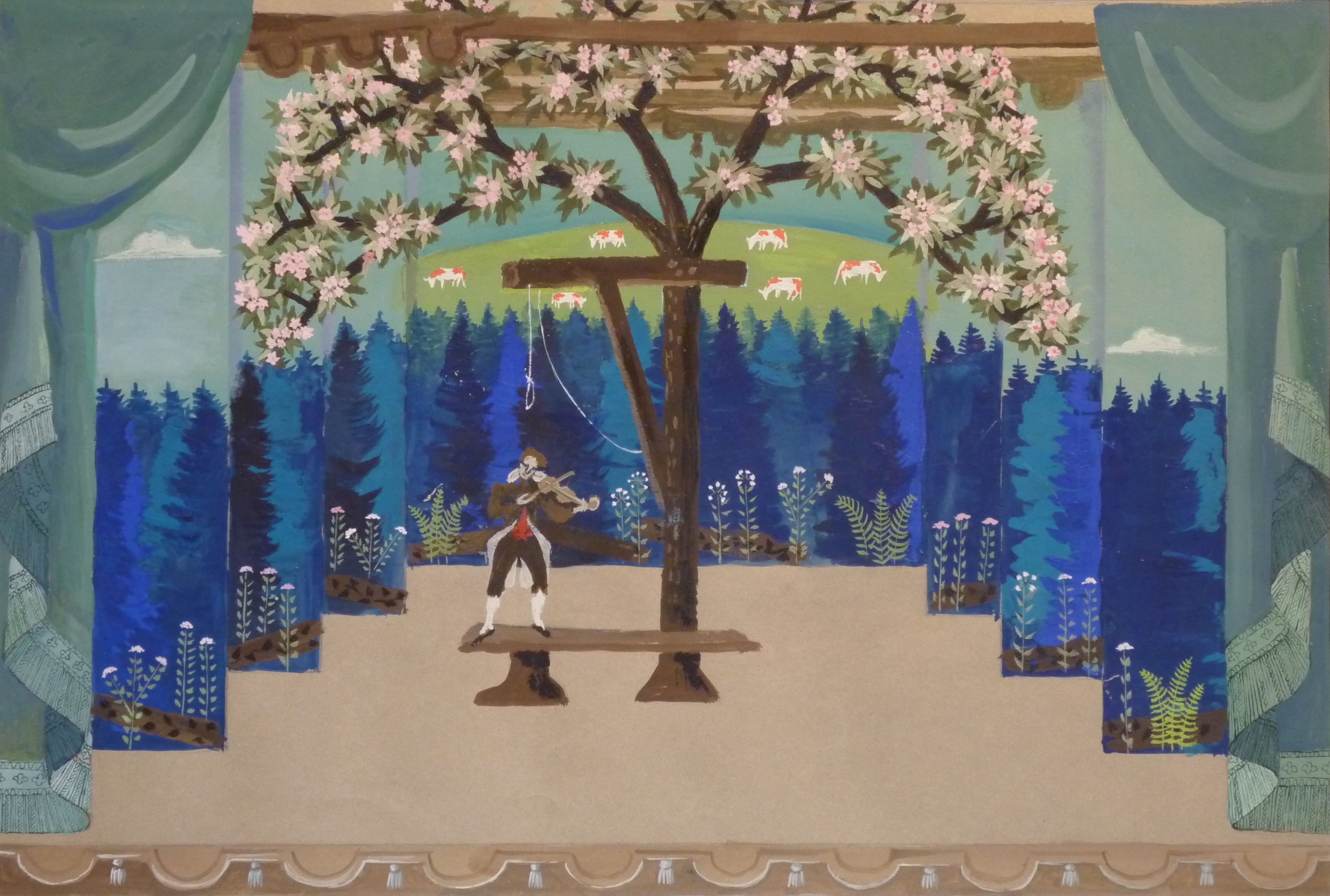
Bühnenbildentwurf von Helmut Jürgens für „Die Zaubergeige“ von W. Egk, 3. Akt, Aufführung München 1954

Kaspar gibt wieder einmal ein erfolgreiches Konzert, diesmal im Park der Ninabella. Diese ist so von dem Musiker hingerissen, dass sie ihn anschließend ganz heftig betört. Kaspar fühlt sich geschmeichelt und drückt der edlen Dame einen Kuss auf die Lippen. Da taucht auch schon der fiese Guldensack auf. Er hat die Polizei in seinem Schlepptau und lässt Kaspar festnehmen. Verzweifelt greift der Arme nach seiner Geige. Doch diese hat just in dem Moment, als er Ninabella küsste, ihre Zauberkraft verloren. So bleibt ihm nichts anderes übrig, als sich abführen zu lassen.
Verwandlung – Bild: Hügeliges Gelände mit Richtplatz
Ein Gericht hat Kaspar zum Tode verurteilt. Vergebens bittet Gretl, Gnade vor Recht ergehen zu lassen. Wie der Zufall so spielt, befindet sich der gute Geist Cuperus in der Nähe. Ein letztes Mal will er Kaspar aus der Patsche helfen und reicht ihm die Zaubergeige. Guldensack hat dies bemerkt und befürchtet Schlimmes. Verzweifelt schreit er, man solle dem Kerl sofort die Geige wegnehmen. Jetzt beginnt das Volk zu toben. Es will unbedingt noch einmal Kaspar spielen hören. Schon führt Kaspar den Bogen an die Saiten, da kommen im Tanzschritt die beiden Landstreicher zum Richtplatz gelaufen und gestehen, Guldensack ausgeraubt zu haben. Kaspar ist wieder frei.
Cuperus erklärt Kaspar, wenn er die Geige wieder behalten wolle, müsse er sich streng an die von ihm gesetzten Bedingungen halten. Kaspar hat jedoch inzwischen erkannt, wie sehr er von Gretl geliebt wird. Er kann sich nicht mehr ein Leben ohne sie vorstellen. Lieber verzichtet er auf Geld und Ruhm. Erleichtert gibt er Cuperus die Zaubergeige zurück.

## Musik
„Die Zaubergeige“ ist eine moderne Volksoper. Die Musik ist zum größten Teil tonal, gewürzt mit einigen dissonanten Farbtupfern. Sie erschließt sich daher auch leicht einem Publikum, das der „Moderne“ sonst nicht aufgeschlossen ist. Ein wichtiges Element bilden die eingestreuten bairischen Volkstänze im Zweier- und Dreiertakt.